# Парламентские выборы в Зимбабве (2013)

Распределение мест в нижней палате парламента:
Патриотический фронт (160)
Движение за демократические перемены (49)
Независимый депутат (1)

Парламентские выборы в Зимбабве прошли 31 июля 2013 года. Одновременно в стране прошли президентские выборы и выборы в местное самоуправление. После принятия новой конституции был полностью обновлён состав обеих палат парламента Зимбабве — Палаты ассамблеи (англ. House of Assembly; 210 мест) и Сената (80 мест).
16 марта 2013 года в Зимбабве состоялся референдум, на котором 94,49 % избирателей поддержали проект новой конституции. 22 мая президент Роберт Мугабе подписал проект, и ему был придан статус закона. Датой выборов было назначено 31 июля.
210 депутатов нижней палаты были избраны по мажоритарной избирательной системе, в том числе отдельно избирались 60 депутатов-женщин по квоте, закреплённой в новой конституции. В Палату ассамблеи прошли две партии — Зимбабвийский африканский национальный союз — Патриотический фронт и Движение за демократические перемены Моргана Цвангираи.
На выборы не были допущены наблюдатели от западных государств, но пригласили, в частности, миссию Африканского союза. Движение за демократические перемены обвинило ЗАНС-ПФ в фальсификации списков избирателей и включении в него умерших и несуществующих людей. В ответ ЗАНС-ПФ обвинила министра финансов Зимбабве (члена ДДП) в недостаточном финансировании центральной избирательной комиссии.
| Результаты выборов в нижнюю палату (указаны только крупнейшие партии) | Результаты выборов в нижнюю палату (указаны только крупнейшие партии) | Результаты выборов в нижнюю палату (указаны только крупнейшие партии) |                     |
| Партия                                                                | Мест                                                                  | Δ                                                                     | Голосов, %          |
| --------------------------------------------------------------------- | --------------------------------------------------------------------- | --------------------------------------------------------------------- | ------------------- |
| Зимбабвийский африканский национальный союз — Патриотический фронт    | 160                                                                   | ▲61                                                                   | 2 116 116 (62.39 %) |
| Движение за демократические перемены (Морган Цвангираи)               | 49                                                                    | ▼51                                                                   | 1 172 349 (34.94 %) |
| Движение за демократические перемены (Уэлшмен Нкубе)                  | 0                                                                     | ▼10                                                                   | 92 637 (2.68 %)     |
| Независимые                                                           | 1                                                                     | ▬                                                                     |                     |

В Национальную ассамблею по многомандатным округам от женщин избрано 3 члена ДДП(Н), 21 член ДДП(Ц) и 37 членов Патриотического фронта
В Сенат было избрано 3 члена ДДП(Н), 21 член ДДП(Ц) и 37 членов Патриотического фронта. Ещё 2 сенатора представляют людей с ограниченными возможностями, а 18 сенаторов назначены во вневыборном порядке.